# Léon Fiévez
Victor Léon Fiévez (* 30. April 1855 in Havré-Mons, Belgien; † 27. Mai 1939 in Brüssel, Belgien) war ein belgischer Soldat und Kolonialadministrator, der Ende der 1880er Jahre für den belgischen König Leopold II. im Kongo-Freistaat eingesetzt war. Er wurde insbesondere für sein rücksichtsloses und brutales Vorgehen gegen die Zivilbevölkerung bei Nicht-Einhaltung der Kautschuk-Quoten im Zusammenhang mit den Kongogräueln berüchtigt.

## Biographie
Fiévez wurde in eine Bauernfamilie in Wallonien, Belgien, geboren und schlug eine Militärkarriere ein. 1875 trat er 7. Linienregiment bei und wurde im Juli 1877 zum Sergeanten befördert. Hiernach trat er zum 11. Linienregiment über und erreichte den Dienstgrad Leutnant im April 1886. 1888 wurde er für die Force Publique, die Militärmacht im Freistaat Kongo, rekrutiert. Er war ab April 1888 in Boma stationiert und wurde zum Stellvertreter von Léon Roget, dem Kommandeur der Public Force, ernannt. Hier war er am Aufbau und der Organisation der Force Publique beteiligt. Er bewährte sich als fähiger Soldat, als er ab April 1890 nach Basoko versetzt wurde und dort erfolgreich eine Militärexpeditionen gegen arabischer und Swahili-Sklavenjäger führte. Am 17. September 1891 kehrte er krankheitsbedingt nach Belgien zurück, kam jedoch 1893 erneut in den Kongo. Hier amtierte er ab dem 1. April 1893 als Kommissar (Kolonialverwalter) für den Distrikt Équateur, als Nachfolger von Charles Lemaire, der in dem Jahr verwundet worden war und außerdem die geforderten Mengen der Kautschukproduktion trotz bereits repressiver Maßnahmen nicht hatte aufbringen können.
Als Fiévez die Rolle des Kommissars übernahm, sah er sich ebenfalls der Herausforderung ausgesetzt, die von der Kolonialverwaltung geforderten hohe Quoten der Kautschukförderung in seinem Bezirk zu erfüllen. Er reagierte darauf, indem er ein brutales System der Unterdrückung der lokalen kongolesischen Bevölkerung einführte. Ziel dieser Politik war es, die Menschen vor Ort einzuschüchtern und sie dazu zu bringen, dem Freistaat als Tribut eben diesen Rohstoff, sowie Nahrungsmittel abzuliefern. Im Rahmen dieser Kampagne beschlagnahmten Fiévez und seine Truppen (bestehend aus Angehörigen der Force Publique und befreundeten kongolesischen Stammesangehörigen) gewaltsam Nahrungsmittel von einheimischen Kongolesen, zerstörten Ernten, um Hungersnöte auszulösen, und verübten Massaker, um die zivilen Kräfte auszurotten, die sich dem Freistaat widersetzten. Dörfer, die nicht bereit oder in der Lage waren, Nahrungsmittel oder Kautschuk bereitzustellen, wurden geplündert und niedergebrannt. Besonders berüchtigt wurde eine bestimmte Anordnung Fiévez’, der den Befehl hatte, so wenig Munition wie möglich zu verbrauchen: er verlangte von seinen Soldaten und Verbündeten, ihm die abgetrennten Hände getöteter Feinde zu übergeben, um zu beweisen, dass sie keine Munition verschwendet hatten. Der mündlichen Überlieferung zufolge führten solche Aktionen dazu, dass Fiévez als „Teufel des Äquators“ bezeichnet und mit dem Spitznamen „Ntange“ bedacht wurde (was grob übersetzt „Nickerchen“ oder „Bett“ bedeutet, da Fiévez dafür bekannt war, nachmittags ein Nickerchen zu machen).
Fiévez’ brutale Methoden forderten einen hohen Tribut an Menschenleben in seinem Bezirk – allein Ende 1894 wurden über 160 Dörfer von seinen Truppen niedergebrannt und geplündert, wobei Tausende Kongolesen getötet oder gefangen genommen und als Zwangsarbeiter eingesetzt wurden. Seine Politik unterdrückte den lokalen Widerstand, ermöglichte es seinem Distrikt, Kosten zu senken, und führte dazu, dass Équateur im Jahr 1895 von allen Distrikten des Freistaats die größte Menge Kautschuk (650 Tonnen) produzierte – ein Ergebnis, das eine Regierungsquelle des Freistaats als „beispiellos“ beschrieb. Allerdings wurden Fiévez’ Methoden zunehmend als übermäßig brutal und als Belastung für den Freistaat angesehen. Dieses Problem verschärfte sich noch, als Nachrichten von den Gräueltaten in seinem Bezirk, verbreitet von britischen und amerikanischen Missionare, die dort arbeiteten, die Runde machten.
Gegen die weiterhin aktiven arabischen Sklaven- und Elfenbeinjäger ging Fiévez in dieser Zeit am Ruki und seinen Nebenflüssen sowie in der Region zwischen Tumbasee und Leopold-II.-See militärisch vor. Auch führte er den Kaffeeanbau in dieser Region ein. In Coquilhatville ließ er die ersten Ziegelbauten errichten und entwickelte den Ort zu einer Musterstation innerhalb des Freistaats.
Seine Position als Kommissar wurde 1896 nicht verlängert und er kehrte im Mai desselben Jahres nach Belgien zurück.
Trotz der Berichte über die Gräueltaten unter seinem Kommando, beförderte König Leopold II. Fiévez zum Staatsinspektor (französisch Inspecteur d’État). Lacroix schreibt in seiner Biographie von einer „Belohnung für seine hervorragenden Dienste“. In der Folge bekam er die Verantwortung für die Distrikte Ubangi und Bangala, die zuvor von den Behörden des Freistaats aufgegeben worden waren, übertragen und kehrte dazu am 6. September 1897 erneut in den Kongo zurück.
Hier unternahm er einen weiteren Feldzug zur Befriedung gegen aufständische Indigene und Sklavenjäger. Er erreichte Bumba, von wo aus er mit seinen loyalen Truppen bis Yakoma vorstieß. Seinen Weg durch die Aufstandsgebiete setzte er dann über einen Zeitraum von acht Monaten bis Banzyville fort.
1899 wurde Fiévez von einem Gericht des Freistaats für die Hinrichtung zweier Männer, den tödlichen Angriff auf einen anderen Mann und mehrere Übergriffe auf Frauen verurteilt. Dieser Fall schuf zwar einen Präzedenzfall, der letztlich durchsetzte, dass es für den Freistaat illegal sei, Kongolesen als Zwangsarbeiter zu beschäftigen, Fiévez selbst wurde jedoch freigesprochen.
Er kehrte 1900 nach Belgien zurück und nahm seinen Dienst in der belgischen Armee wieder auf. 1910 wurde er zum Major im 9. Linienregiment ernannt. Er starb 1939.

## Auszeichnungen
- Offizier des Leopoldsordens;
- Offizier des Löwenordens;
- Étoile de Service;
- Médaille coinmémorative du Congo.